# Penneszuttaui
Penneszuttaui (p3-n-ns.wt-t3.wỉ; „Karnakhoz tartozó”) ókori egyiptomi parancsnok volt, „a déli földek [Kús, azaz Núbia] felügyelője” a XIX. dinasztia uralmának elején.
Minhotep és Maia fiaként született. Két fivére volt: Parennefer, Ámon főpapja, és Minmosze, Min és Ízisz főpapja. A három fivért együtt ábrázolják egy családi emlékművön, melyet Parennefer egyik fia, Ameneminet munkafelügyelő készíttetett. Penneszuttaui felesége Maia, Ámon énekesnője volt, és legalább két gyermekük született: egy fiú, Nahtmin – aki a fáraó első istállófelügyelője lett – és egy lány, Baketwernel.
Penneszuttaui számára készült a thébai TT156 sír. Ezenfelül ábrázolja egy buheni felirat II. Ramszesz fáraó előtt.